# 大舘勝治
大舘 勝治（おおだて かつじ、1942年4月 - ）は、日本の民俗学者。さいたま民俗文化研究所所長。

## 来歴
埼玉県出身。1966年に國學院大學文学部文学科を卒業後、埼玉県教育局職員となり文化財保護行政、博物館等に従事、1997年埼玉県立歴史資料館館長、2000年にさいたま民俗文化研究所を設立、以来所長。兄は元帝京大学教授の大舘右喜（うき）。

## 著書

### 単著
- 『田畑と雑木林の民俗』慶友社、1995年
- 『民俗からの発想―雑木林のある暮らし・地域と子どもたちの原風景』幹書房、2000年
- 『民俗の原風景』朝日新聞社、2001年

### 共著
- 『農家のモノ・人の生活館』（宮本八重子との共著）柏書房、2004年